# Accademia (gruppo musicale)
Gli Accademia sono stati un gruppo musicale italiano attivo negli anni ottanta, che suonava un misto di musica classica e technopop.

## Storia degli Accademia
Il gruppo era costituito da Leonardo Schiavone (voce, chitarra e fiati), Giuseppe Cattaneo (pianoforte, tastiere e voce baritonale), Claudio Frigerio (violoncello e chitarra), Rino Trasi (chitarre, salterio e voce), Leonardo Risté (basso) e Fabio Amodio (batteria e percussioni), poi sostituito da Giulio Di Benedetto.
Nel 1981 hanno vinto la sezione "Discoverde" del Festivalbar a Sottomarina, con il brano Il cavaliere del vento. Durante il loro periodo di attività pubblicarono 4 album, tutti sotto la Ariston.

## Discografia

### Album
- 1981: Accademia
- 1982: In Classics
- 1983: Style
- 1984: Tenerezza

### Singoli
- 1981: E la mente va/Il cavaliere del vento
- 1982: In Classics
- 1983: Verdi Hit (2 versioni)
- 1983: Dialogo/Verdi Hit